# Аландська криза
Аландська криза — політична криза 1917—1921 років у Фінляндії з питання державної приналежності й політичного статусу Аландських островів. Врегульована Лігою Націй, яка прийняла Аландську конвенцію.

## Передісторія

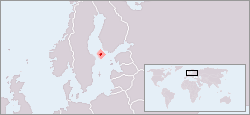
Розташування Аландських островів

До 1809 року Аландські острови входили до складу Шведського королівства. Але з 1809 року Фінляндія стала частиною Росії і острови перейшли до її складу. Було сформовано Автономне Велике князівство Фінляндське у складі Російської імперії. Однак шведська мова продовжувала залишатися офіційною в управлінні і навчанні, була фактично мовою фінської за походженням еліти князівства, в той час як фінська використовувалася більшістю простого люду. Це викликало т. з. «Фіноманію», тобто прагнення фінів, головним чином інтелігенції, до розширення використання фінської мови і допуску її до сфери управління, в судочинство, в школи і університети. Цю точку зору в основному поділяла і російська влада. Однак цей рух породив у відповідь прагнення шведської меншини Фінляндії до збереження своїх привілейованих позицій. Шведи, які мешкали у Фінляндії вважали себе частиною єдиного скандинавського світу, а також висували тези про свою расову перевагу над фінами.  Ці тертя вилилися в 1917 році, після набуття Фінляндією незалежності, в протистояння шведської громади Аландських островів і фінського уряду.

## Криза

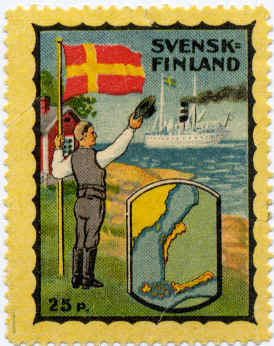
Шведська поштова марка 1922 року, присвячена шведським територіям у Фінляндії

У 1917 році мешканці Аландських островів подали колективну петицію шведському королю про включення островів до складу Шведського королівства. Вона була схвалена переважною більшістю місцевих громадян. Але Фінляндія не бажала втрачати стратегічно важливу територію і запропонувала аландцям залишитися в складі країни, обіцяючи деякі права самоврядування. Громаду островів, проте, такі умови не влаштували. В результаті, так як питання носило міжнародний характер, остров'яни звернулися в найвпливовіший на той момент міжнародний орган — Лігу Націй з проханням включити острови до складу Швеції. Швеція, з міркувань безпеки, була зацікавлена у встановленні свого контролю над Аландами, але діяла в спірній ситуації досить невпевнено, тоді як фіни проявили значно більше завзяття в територіальному питанні. У 1920 році Аландський парламент послав представників до шведського уряду, щоб нагадати про бажання приєднатися до Швеції. Аландські парламентарії були згодом посаджені за ґрати у Фінляндії за звинуваченням у державній зраді, а шведський уряд продовжив з попереднього сторіччя обережну політику нейтралітету, намагаючись досягти по можливості найкращих відносин з сусідами.

## Вирішення кризи
Криза Аландських островів була однією з перших проблем з якими довелось зіткнутись Лізі Націй. У 1920 році були посаджені у в'язницю парламентарі Аландів, а шведське правління намагалось і далі зберегти гарні відносини з сусідами. У червні 1921 року Рада Ліги Націй прийняла остаточне рішення щодо долі Аландських островів. Фінляндія зберегла суверенітет над островами, але повинна була зберегти культуру і мову аландців. Додатково Фінляндія і Швеція підписали договір про те, як ці гарантії повинні здійснюватись, було прийнято також рішення нейтралітет островів. Населення островів прийняло це рішення.

## Наслідки
Прийнято вважати, що в результаті врегулювання кризи Лігою Націй виграли всі зацікавлені сторони. Фінляндія зберегла суверенітет над Аландськими островами, Швеція отримала гарантії своєї безпеки, а аландці - довготривалі гарантії широкої автономії і збереження своєї мови та культури. Ці гарантії дотримуються фінський урядом і до цього дня. Вирішення кризи вважається в світовій політиці прекрасним зразком мирного вирішення національно-територіальних проблем.